# Flaga obwodu wołgogradzkiego
Flaga obwodu wołgogradzkiego zatwierdzona 31 sierpnia 2000 jest koloru czerwonego, pośrodku znajduje się białego koloru figura Matka Ojczyzna wzywa, którego pierwowzorem jest statua postawiona na Kurhanie Mamaja. Od strony umocowania umieszczone są dwa błękitne wertykalne pasy, każdy szerokości równej jednej szesnastej długości flagi, oddzielone od siebie i od skraju materiału tą samą odległością.
Czerwony kolor nawiązuje do historycznych emblematów carskich pułków i herbu Carycyna, a także do współczesnego herbu Rosyjskiej Federacji, jednak w sposób szczególny symbolizuje męstwo i wytrwałość, dumę i swobodę, oraz przypomina o tym, że wołgogradzka ziemia została obficie zroszona krwią podczas II wojny światowej.
Statua Matki Ojczyzny od dawna jest w świecie kojarzona z obwodem wołgogradzkim, przedstawia bezgraniczny patriotyzm mieszkańców obwodu, wojenny heroizm i pracowitość narodu na przestrzeni wieków i przypomina, że właśnie na terenie obwodu wołgogradzkiego była jedna z największych bitew II wojny światowej – bitwa stalingradzka. Biały kolor statuy oznacza pokój, sprawiedliwość i świetlane ideały.
Błękitne pasy na fladze obwodu przypominają o przyrodniczo-geograficznej wyjątkowości obwodu wołgogradzkiego, przez który płyną dwie największe rzeki europejskiej części Rosyjskiej Federacji - Wołga i Don. Błękitny kolor jest symbolem wiecznej młodości, harmonii, mądrości i duchowej równowagi.
Proporcje (szerokość do długości) - 2:3.